# Karl Kinch
Karl Kinch (3 de septiembre de 1892 – 13 de julio de 1981) fue un actor, director y tenor de opereta de nacionalidad sueca.

## Biografía
Su nombre completo era Karl Fredrik Kristian Kinch, y nació en Estocolmo, Suecia, siendo sus padres Otto Kinch y Nicoline Behrens. Kinch debutó sobre los escenarios en 1915 con el papel de Príncipe Frittelini en la opereta La Mascotte, en el Teatro Oscar, donde permaneció hasta el año 1918. Luego siguió un largo compromiso hasta el año 1935 en el Stora Teatern de Gotemburgo, en el cual también trabajó como director, llevando a escena varios musicales ingleses, entre otras piezas. Más adelante trabajó en el Vasateatern (1935–1936) y en el Teatro Oscar (1936–1937).
Entre los años 1929 y 1934, y en 1939, fue director de representaciones en los espacios folkpark. En 1941 fue director en el teatro al aire libre del Skansen, y entre 1944 y 1962 trabajó para Centraloperetten. Kinch actuó en sus últimos años, a partir de 1973, en giras, con ochenta años cumplidos. 
En el Teatro Oscar llevó a cabo la primera representación profesional de Pippi Långstrump en la Navidad de 1948. Astrid Lindgren escribió el guion, Per-Martin Hamberg la música, y Viveca Serlachius encarnó a Pippi. En la Navidad de 1949 Kinch dirigió Snövit, adaptación de Lindgren, y al siguiente año volvió a representar Pippi Långstrump. 
Kinch actuó para la televisión y para la radio hasta dos años antes de su muerte, y también intervino en conciertos en Estocolmo y Gotemburgo en los años 1970.
Karl Kinch falleció en Estocolmo en 1981, y fue enterrado en el Cementerio Norra begravningsplatsen de esa ciudad.
Había estado casado desde 1920 con la cantante Kajsa Ranft, hija de  Albert Ranft, y en 1939 se casó de nuevo, siendo su esposa la actriz Ka Nerell. Fue padre del director Olle Kinch y el periodista radiofónico Lasse Kinch.

## Filmografía
- 1936 : Min svärmor - dansösen
- 1936 : 65, 66 och jag
- 1940 : Alle man på post
- 1941 : Springpojkar är vi allihopa
- 1942 : Halta Lottas krog
- 1947 : Sången om Stockholm
- 1951 : Livat på luckan

## Teatro (selección)

### Actor
- 1915 : La Mascotte, de Edmond Audran, Alfred Duru y Henri Charles Chivot, dirección de Axel Ringvall, Teatro Oscar[3]
- 1917 : Kejsarinnan Maria Théresia, de Leo Fall, Julius Brammer y Alfred Grünwald, dirección de Oskar Textorius, Teatro Oscar[4]
- 1920 : Röda rosor, de Franz Lehár, Julius Brammer y Alfred Grünwald, dirección de August Bodén, Stora Teatern[5]
- 1933 : Madame Favart, de Jacques Offenbach, dirección de Karl Kinch, Stora Teatern[6]
- 1935 : Flickan i frack, de Hjalmar Bergman, dirección de Per Lindberg y Karl Kinch, Vasateatern[7]
- 1935 : El mercader de Venecia, de William Shakespeare, dirección de Per Lindberg, Vasateatern[8]
- 1937 : Jill Darling, de Marriott Edgar y Vivian Ellis, dirección de Karl Kinch, Teatro Oscar[9][10]
- 1939 : Min syster och jag, de Ralph Benatzky y Robert Blum, dirección de Karl Kinch, Folkan[11]
- 1942 : Mazurka, de Joseph Beer, Fritz Löhner-Beda y Alfred Grünwald, dirección de Karl Kinch, Skansens friluftsteater
- 1969 : Kiss Me, Kate, de Cole Porter, Samuel Spewack y Bella Spewack, dirección de Bo Forsberg, Riksteatern[12]

### Director
- 1933 : Madame Favart, de Jacques Offenbach, Stora Teatern
- 1935 : Flickan i frack, de Hjalmar Bergman, Vasateatern, dirección junto a Per Lindberg
- 1936 : Geishan, de Owen Hall y Sidney Jones, Teatro Oscar
- 1936 : Oh, du milde Antonius, de A Fenclo, Georg Brada y Jara Beneš, Teatro Oscar, dirección junto a Carl Johannesson[13]
- 1936 : Ökensången, de Sigmund Romberg y Oscar Hammerstein, Teatro Oscar[14]
- 1937 : Jill Darling, de Marriott Edgar y Vivian Ellis, Teatro Oscar
- 1939 : Meine Schwester und ich, de Ralph Benatzky, Georges Berr y Louis Verneuil, Folkan
- 1941 : El estudiante mendigo, de Carl Millöcker, Richard Genée y Camillo Walzel, Skansens friluftsteater
- 1942 : Polnische Hochzeit, de Joseph Beer, Fritz Löhner-Beda y Alfred Grünwald, Skansens friluftsteater
- 1949 : Snövit, de Astrid Lindgren, Teatro Oscar[15]